# 豐崎愛生
豐崎愛生（日语：／ Toyosaki Aki，1986年10月28日—）是一位日本女性聲優、歌手。Music Ray'n所屬。德島縣板野郡北島町出身。血型是AB型。身高169cm。
代表作有《K-ON!》（平澤唯）、《最強學生會長》（黑神目高）、《銀河騎士傳》（科戶瀨伊札那）等。

## 概要

### 特色
音質很高，豐崎活用了其音質特色主要演出少女、成熟的女性以及少年。並且如《守護甜心！》系列（舒舒）或《光速大冒險PIPOPA》（布布）中也扮演了身形小的角色。演繹的類型從冷靜沉著到活潑開朗等範圍很廣。
音質跟在成為聲優之前相比有變化，不僅音域連真正的聲音也變高。這件事在《530フォーカス徳島》節目接受採訪時，豐崎和採訪者以過去在節目登場的影像談過這個話題。

### 經歷
高中時代曾在老家德島的廣播電台四國放送（JRT）的節目中演出，因為這個緣份後來接受了2008年6月12日播放的節目訪問。
成為聲優的契機是原本豐崎並不喜歡自己的聲音，但在節目中收到觀眾來信鼓勵、認可自己的聲音，因此決定要「從事聲音相關的工作來報恩」。
電視動畫的部份，豐崎以2007年《GO！純情水泳社！》（蜷川亞夢露）這個作品首次獲得固定角色和主角出道；之後，也開始演出有名字的角色，如《守護甜心！》系列等長期固定作品。2009年以《空罐少女！》（天空寺奈染彌）女主角出道。
2009年2月15日在事務所舉辦的「Music Ray'n girls 春之巧克力祭典」中，和同事務所的高垣彩陽、戶松遙、壽美菜子一起組成聲優團體「sphere」。
2010年3月6日獲得第4回聲優獎之新人女優賞，同時亦於日本電視動畫《K-ON!》劇中結成團體「放學後Tea Time」與日笠陽子、佐藤聰美、壽美菜子、竹達彩奈得到歌唱賞。
2011年3月1日獲得東京國際動畫博覽會第十回的聲優賞。
2011年3月5日獲得第5回聲優獎之主演女優賞、最佳主持賞。
2017年10月26日，在广播节目おかえりらじお中宣布与一般男性结婚。
2020年12月11日，在中国大陆视频弹幕网站bilibili开设频道与网友互动，时常与声优橘美來一起开展有意思的企划。
2025年8月15日，經紀公司宣佈其丈夫因蛛網膜下腔出血去世，需限制部分活動。

### 人物
- 以本名參與聲優活動，名字是父母祝願她能夠「被很多人愛護地生活」而取名的[16]。
- 座右銘是「不忘感謝的心情」。
- 有一個大她兩歲的姐姐[17]，說是「性格完全相反」、「很能幹且優秀」、「長得完全不像」等等[16]。
- 視力不太好，看電影的時候要戴上眼鏡[16]。
- 喜歡漫畫《ONE PIECE》裡的多尼多尼·喬巴、騙人布。

## 演出作品
※粗體字表示說明飾演的主要角色。

### 電視動畫
2006年
- 血色花園（女子學生[18][19]）

2007年
- 校園烏托邦 學美向前衝！（手藝部員[18]）
- 戀愛情結（學生、女高中生[18]）
- 地球防衛少年（兒童[18]）
- GO！純情水泳社！（蜷川亞夢露[18][20]）
- 土豆蛋黃醬（椎名靜[18]）
- 花鈴的魔法戒（ミッチリアン）
- 守護甜心！（舒舒[18][21]）
- 君吻（幼年相原一輝[18]）
- 南家三姊妹（吉野[18][22]）

2008年
- 野良耳（日语：のらみみ）（女童[18]）
- 光速大冒險PIPOPA（賽蓮、浦澤京子[18][23]）
- 二十面相少女（女傭[18]）
- 乃木坂春香的秘密（朝比奈麻衣[18]）
- 染红的街道（小悠[18]）
- 君吻（女子學生）
- 地獄少女 三鼎（平石逸子）
- 守護甜心！！心跳（舒舒[24]）
- 交響情人夢 巴黎篇（考生）
- 美肌一族（日语：美肌一族）（白鳥愛）
- 南家三姊妹～再來一碗～（吉野[25]）
- 夢想夏鄉 -A Summer Day's Dream-（伊吹萃香）

2009年
- 空罐少女!（天空寺奈染彌）
- K-ON!（平澤唯）
- 南家三姊妹 歡迎回家（吉野[26]）
- 機巧魔神（大原杏）
- 機巧魔神2（大原杏）
- 初戀限定。（別所小宵）
- 地下城與勇士（少年伊魯貝克、史黛拉）
- 加奈日記（中町加奈）
- 青花（茂木美和）
- 海貓鳴泣之時（阿絲磨德烏絲）
- 東京震級8.0（湯川）
- 海物語（大島）
- 浪漫追星社（和下愛子）
- 聖劍鍛造師（莉莎）
- 奇蹟少女KOBATO.（大村裕美）
- 狼與辛香料II（梅爾妲）
- 科學超電磁砲（初春飾利）
- 乃木坂春香的秘密 第二季（朝比奈麻衣）
- 守護甜心！！派對（舒舒）

2010年
- 最後大魔王 （曾我螢娜）
- 聖痕鍊金士（山邊燈）
- 學生會長是女僕（兵藤五月）
- 巧虎 HE SO KA（諾諾）
- K-ON!!（平澤唯）
- 大神與七位夥伴（龍宮乙姬）
- 玩伴貓耳娘（メルウィン）
- 少女妖怪 石榴（雪洞）
- 超元氣3姊妹（吉岡優希）
- 百花繚亂 SAMURAI GIRLS（直江兼續）
- 魔法禁書目錄Ⅱ（初春飾利）
- 天降之物 Forte（卡奧斯）
- 更多出包王女（茉茉·貝莉雅·戴比路克、沛凱）

2011年
- 惡魔奶爸（邦枝葵）
- 放浪男孩（白井桃子）
- 超元氣3姊妹 増量中!（吉岡優希）
- 只有神知道的世界II（長瀨純）
- 花開物語（押水菜子）
- 我們仍未知道那天所看見的花的名字。（久川鐵道（年幼時））
- 迷糊軟網社（平塚由良）
- 聖痕鍊金士II（山邊燈）
- 寶石寵物 Sunshine（安潔拉、淺香日向）
- 輕鬆百合（池田千歲）
- 眾神中的貓神（紗蒙）
- 魔乳秘劍帖（楓）
- UN-GO（因果、矢田壽美惠）
- 最後流亡-銀翼的飛夢-（飛夢·芳·芳）
- 迴轉企鵝罐（荻野目桃果）

2012年
- 妖狐×僕SS（小人村千野）
- 最強學生會長（黑神目高）
- 最強學生會長 異常（黑神目高）
- 加速世界（倉嶋千百合／Lime Bell）
- 夏色奇蹟（環凛子）
- 寶石寵物 Kira☆Deco！（安潔拉、大宮粉紅）
- 冰菓（善名梨繪）
- 女王之刃 叛亂（超振動戰少女 美莉姆）
- 心連·情結（永瀨伊織）
- 輕鬆百合♪♪（池田千歲）
- 出包王女DARKNESS（茉茉·貝莉雅·戴比路克）

2013年
- 南家三姊妹 我回來了（吉野[27]）
- 百花繚亂 SAMURAI BRIDE（直江兼續）
- 寶石寵物 Happiness（安祖娜、茱莉娜）
- 革命機Valvrave（莉澤露蒂）
- 科學超電磁砲S（初春飾利）
- 變態王子與不笑貓（小豆媽媽）
- SERVANT×SERVICE（千早惠）
- 神不在的星期天（艾·亞斯汀[28]）
- 當不成勇者的我，只好認真找工作了。（豐崎愛生[1]）
- 東京闇鴉（空）

2014年
- 東京闇鴉（飛車丸）
- 流浪神差（小福）
- 屬性同好會（船堀）
- Lady 寶石寵物（安祖娜、黛安娜）
- 如果折斷她的旗（龍騎士原月麥）
- Oreca Battle（內木出太）
- 黑色子彈（聖天子）
- 銀河騎士傳（科戶瀨伊札那）
- 火星異種「阿聶克斯一號篇」（柳瀨川八惠子）
- 天體的方式（水坂柚季）
- （螺子川來夢）

2015年
- 電波教師（荒木光太郎、女學生A）
- 御神樂學園組曲（學姐〈竹駒結花〉）
- 銀河騎士傳 第九惑星戰役（科戶瀨伊札那）
- FAIRY TAIL 2014 New Series（塞拉）
- 出包王女DARKNESS 2nd（茉茉·貝莉雅·戴比路克）
- 潮與虎（檜山勇）
- 輕鬆百合 夏日時光！+（池田千歳）
- 見習神仙 秘密的心靈（美樂莉）
- 流浪神差 ARAGOTO（小福）
- Concrete Revolutio～超人幻想～（鬼野笑美）
- 輕鬆百合 3☆High！（池田千歳）

2016年
- 潮與虎 第2期（檜山勇）
- 火星異種 復仇（柳瀨川八惠子）
- 熊巫女（店員）
- KUROMUKURO（雪姬）
- Concrete Revolutio～超人幻想～ THE LAST SONG（鬼野笑美）
- 烙印勇士（夏洛特）
- 見習神仙 秘密的心靈（櫻井玲美）
- 時間旅行少女～真理、和花與8名科學家～（早瀨真理）
- 聖潔天使（艾爾艾爾）
- 星光樂園（珍妮絲）
- 輕拍翻轉小魔女（百歲蘭）

2017年
- 為美好的世界獻上祝福！2（芸芸[29]）
- 人渣的本願（皆川茜）
- 愛麗絲與藏六（樫村早苗）
- Re:CREATORS（軍服的姬君／阿爾泰爾[30]）
- 噗利噗利奇（日语：プリプリちぃちゃん!!）（のんちゃん）
- 來自深淵（瑪露露庫[31]）
- 泥鯨之子們在沙地上歌唱（オリヴィニス）
- 無論何時我們的戀情都是10厘米。（合田美櫻）

2018年
- 愛吃拉麵的小泉同學（山田老師）
- 搖曳露營△（犬山葵、松果球、凛的助动车）
- 霸穹 封神演義（道行天尊）
- 女神異聞錄5 動畫版（P5A）（卡蘿莉娜&芮絲汀娜、拉雯妲）
- KIRA KIRA HAPPY★ 打開吧！見習神仙精靈（丸目[32]）
- 魔法禁書目錄III（初春飾利[33]）

2019年
- 明治東京戀伽（パトリック）
- 天使降臨到我身邊！（姬坂艾蜜莉）
- 鬼滅之刃（手鬼〈幼年〉）
- 異世界四重奏（芸芸）
- 女高中生的虛度日常（機器人／鷺宮詩織[34]）
- 魔王陛下RETRY！（安潔兒·懷特）
- 科學一方通行（初春飾利）
- 魔法水果籃（草摩依鈴）
- Dr.STONE 新石紀（紅葉焰）
- 這個勇者明明超TUEEE卻過度謹慎（莉絲妲黛、緹雅娜）

2020年
- 房間露營△（犬山葵、狗）
- 少女前線 人形小劇場 -狂亂篇-（索米）
- 科學超電磁砲T（初春飾利[35]）
- 異世界四重奏 第2期（芸芸、莉絲妲黛）
- 夢夢貓（咪咪[36]）
- 魔法水果籃 2nd Season（草摩依鈴）
- 魔王學院的不適任者～史上最強的魔王始祖，轉生就讀子孫們的學校～（伊莎貝拉）
- 閃躍吧！星夢☆頻道（珍妮絲）

2021年
- 搖曳露營△ SEASON2（犬山葵、松果球、凛的助动车、驯鹿君、警官人偶）
- Dr.STONE 新石紀（第2期）（紅葉焰）
- 偶像榮耀（赤崎心）
- 魔法水果籃 The Final（草摩依鈴）
- 夢夢貓 Mix！（咪咪）
- 逆轉世界的電池少女（神樂坂美美）

2022年
- BUILD DIVIDE -#FFFFFF-（愛麗絲）
- 異世界藥局（法馬·梅德西斯[37]）
- 異世界歸來的舅舅（愛利希雅[38]）
- POP TEAM EPIC（第2期）（POP子〈第11話A段〉）

2023年
- 英雄王，為了窮盡武道而轉生～而後成為世界最強見習騎士♀～（席蘭妮／小妮）
- 魔王學院的不適任者～史上最強的魔王始祖，轉生就讀子孫們的學校～II（伊莎貝拉）
- 我內心的糟糕念頭（原穗乃香[39]）
- 轉生貴族的異世界冒險錄～不知自重的眾神使徒～（莎拉[40]）
- 躍動青春（花園櫻）
- 為美好的世界獻上爆焰！（芸芸[41]）
- 可愛過頭大危機（赫米婭·安妮斯）
- 凹凸魔女的親子日常（西塔）

2024年
- 戰國妖狐（吶嗚[42]）
- 我內心的糟糕念頭 第2期（原穗乃香[43]）
- 搖曳露營△ SEASON3（犬山葵[44]、松果球、凛的助动车、凛的自行车、葵的公路自行车、绫乃的摩托车、列车、骸骨、飞沫桥、水坝、小石块、隧道、鹰爪椒、番茄、蔬菜、大锉刀岩、食谱、三明治）
- 為美好的世界獻上祝福！3（芸芸[45]）

2025年
- 想星的亞庫艾里翁 Myth of Emotions（秦野外史[46]）
- 轉生為白豬貴族的我，運用前世記憶養育雛鳥般的弟弟（百華公主[47]）
- CITY THE ANIMATION（新倉[48]）
- 出入禁止的鼴鼠（マギー君[49]）
- 女騎士成為蠻族新娘（雅莉莎·瑪西亞斯[50]）

時期未定
- 科學超電磁砲（第4期）（初春飾利[51]）

### OVA
2008年
- 快盜天使雙胞胎（同班同學C）

2009年
- 空罐少女！（天空寺奈染彌）
- 草莓棉花糖 OVA2 encore Vol.1（小孩）
- 限定少女。（別所小宵）
- 出包王女 OVA（茉茉·貝莉雅·戴比路克）
- 南家三姊妹 甜品別腹（吉野）

2010年
- 出包王女 OVA（茉茉·貝莉雅·戴比路克）
- 怪物王女「暗闇王女」（令裡）
- 劍與魔法與學院2（日语：剣と魔法と学園モノ。2）（オリーブ）
- 聖痕鍊金士〜女帝的肖像〜（山邊燈）
- 科學超電磁砲 （初春飾利）
- “文學少女”回憶篇III -戀愛少女的狂想曲-（竹田千愛）
- 惡魔奶爸 〜撿到的嬰兒是大魔王!?〜（邦枝葵）

2011年
- 玩伴貓耳娘！OVA（梅爾玟）
- 怪物王女（令裡）
  - 特急王女
  - 孤島王女
- 改造新人類（彩園鈴）
- 裝甲騎兵botmuz Case;IRVINE（日语：装甲騎兵ボトムズ Case;IRVINE）（ドナ）
- Fate/Prototype（沙条愛歌）※幻想嘉年華3rd season 特典映像

2012年
- 加速世界 -銀翼的覺醒-（倉嶋千百合／Lime Bell）
- 眾神中的貓神（四夜）
- 乃木坂春香的秘密 Finale♪（朝比奈麻衣）
- 南家三姊妹 久候多時（吉野）
- 出包王女DARKNESS（茉茉·貝莉雅·戴比路克）※漫畫第8、9卷限定版附屬

2013年
- 南家三姊妹 暑假（吉野）
- 出包王女DARKNESS（茉茉·貝莉雅·戴比路克）※漫畫第5、6卷限定版附屬

2014年
- 流浪神差（小福）※漫畫第10、11卷特別版附DVD收錄
- 輕鬆百合 暑假時光！（池田千歲）
- 出包王女DARKNESS（茉茉·貝莉雅·戴比路克）※漫畫第12卷限定版附屬

2015年
- 天體的方式（水坂柚季）[52]
- 流浪神差「夜斗神連續殺人事件」（小福）※單行本第15卷限定版附贈DVD

2016年
- 出包王女DARKNESS（茉茉·貝莉雅·戴比路克）※漫畫第15卷限定版附屬
- 流浪神差「一起拍照吧」（小福）※單行本第16卷限定版附贈DVD
- 為美好的世界獻上祝福！（芸芸）※小說第9卷限定版附贈BD

2025年
- 為美好的世界獻上祝福！3—BONUS STAGE—（芸芸[53]）

### 動畫電影
2010年
- 劇場版 文學少女（竹田千愛）
- Junod（日语：ジュノー (アニメ映画)）（美依）

2011年
- UN-GO episode:0 因果論（因果[54]）
- 電影 K-ON!（平澤唯）

2012年
- 電影 烙印勇士 黃金時代篇（莎爾露特[55]）
  - 烙印勇士 黃金時代篇I 霸王之卵
  - 烙印勇士 黃金時代篇II 多爾多雷攻略戰
- 寶石寵物電影 甜品舞公主（安祖娜）

2013年
- 電影 烙印勇士 黃金時代篇（莎爾露特[55]）
  - 烙印勇士 黃金時代篇III 降臨
- 劇場版 魔法禁書目錄 -安迪米昂的奇蹟-（初春飾利）
- 劇場版 花開物語 HOME SWEET HOME（押水菜子）

2014年
- 天降之物Final 永遠的我的鳥籠（卡奧斯）

2015年
- 劇場版 銀河騎士傳（科戶瀨伊札那）

2016年
- 最後流亡-銀翼的飛夢- Over The Wishes（飛夢•芳•芳）
- 從好久以前就喜歡你。～告白實行委員會～（合田美櫻）
- 加速世界 INFINITE∞BURST（倉嶋千百合／Lime Bell[56]）
- 喜歡上你的那瞬間。～告白實行委員會～（合田美櫻）

2017年
- 特工次時代（統治局[57]）
- 劇場版 見習神仙 秘密的心靈：見習神仙精靈 引發奇蹟吧♪特普露與心跳神仙精靈界！ （美蘿莉／美樂莉）

2018年
- 劇場版 星光樂園&星夢頻道～閃耀紀念LIVE～（珍妮絲）

2019年
- BLACKFOX（斑）
- 劇場版 為美好的世界獻上祝福！紅傳說（芸芸[58]）

2020年
- 罗小黑战记 我所选择的未来（若水）

2021年
- 銀河騎士傳 織愛之星（科戶瀨伊札那）

2022年
- 劇場版 RE:cycle of the PENGUINDRUM 前篇 你的列車是生存戰略（荻野目桃果）
- 電影版 搖曳露營△（犬山葵）
- 劇場版 RE:cycle of the PENGUINDRUM 後篇 我愛你（荻野目桃果）
- 天使降臨到我身邊！珍貴的朋友（姬坂艾蜜莉）

2024年
- 心之觸碰。[59]

2025年
- 遠井同學（望月もも[60]）

### 網路動畫
2012年
- 戀研！～我們變成動畫了！～（音羽若葉）
- 寶可夢 黑2／白2 宣傳影片（主角〈女〉／鳴依）

2018年
- 約束的七夜祭（星真的母親）

2019年
- 拳願阿修羅（倉吉理乃）
- 寶可夢大師 訓練家大集合特別動畫（鳴依）
- 迷你百合（池田千歲）
- 萬物之神 神仙精靈（美蘿莉）

2021年
- IDOL LAND 星光樂園（珍妮絲）

2023年
- 大怪獸卡美拉：重生（純一[61]）

### 動態漫畫
2013年
- 恋愛專科（藤森茜）

### 遊戲
2007年
- 校園烏托邦 學美向前衝！キラキラ☆Happy Festa!
- ウミショー（蜷川亞夢露）
- 令嬢探偵〜辦公室愛情事件慕〜（澤口美香）

2008年
- 染紅的街道（小悠）
- AWAY 洗牌迷宮（アネーラ）
- 守護甜心系列（舒舒）
  - 守護甜心3つのたまごと恋するジョーカー
  - 守護甜心あむのにじいろキャラチェンジ
- 海濱麻將戀曲! DS（白濱珊瑚）
- 牧場物語 歡迎來到風之市集（梅里妮、奈莉奈）

2009年
- 弧光幻想曲（日语：アークライズファンタジア）（索妮雅）
- 亞迦雷斯特戰記ZERO（日语：アガレスト戦記ZERO）（アプリ）
- 風色浪花（アリサ・ベリエフ）
- 召喚夜響曲 X ～TEARS CROWN～（亞修莉）
- 守護甜心ノリノリ!キャラなりズム♪（舒舒）
- (PW)Project Witch（日语：(PW)Project Witch）（山崎理會）
- 弧光之源3（シオン）

2010年
- 海貓悲鳴時〜魔女和推理的輪舞曲〜（阿絲磨德烏絲）
- エストポリス（ティア）
- K-ON!放學後LIVE!!（平澤唯）
- KERORO RPG 騎士與武者與傳說海盜（イリンクス）
- 劍與魔法與學院2G（日语：剣と魔法と学園モノ。2）（奧莉芙）
- 劍與魔法與學院3（日语：剣と魔法と学園モノ。3）（キルシュトルテ）※PS3版
- 東京鬼祓師 鴉乃杜學園奇譚（鈴）
- 皇家新娘稜鏡物語（日语：マリッジロワイヤル）（宇和島伊予）

2011年
- ガチトラ! 〜暴れん坊教師 in High School〜（日语：ガチトラ! 〜暴れん坊教師 in High School〜）（淺見萌[62]）
- 七龍傳說2020（NAV3.7、キャラメイクボイス）
- 科學超電磁砲（初春飾利）
- 最終幻想 零式（辛柯）
- マザーグースの秘密の館 〜BLUE LABEL〜（日语：マザーグースの秘密の館）（安潔莉卡＝弗洛哈特）
- メイド☆ぱらだいす 〜目指せ!メイドナンバーワン!〜（淺見萌[63]）

2012年
- 加速世界 -銀翼的覺醒-（倉嶋千百合）
- 王と魔王と7人の姫君たち 〜新・王様物語〜（アプリコット[64]）
- 心連·情結 隨機預知（永瀨伊織）

2013年
- 加速世界 -加速的頂點-（倉嶋千百合）
- 殺手已死（美香·武川[65]）
- 魔法與科學的群奏活劇（初春飾利[66]）
- 魅影破壞者 Extra（日语：ファントムブレイカー）（藤林柚葉[67]）

2014年
- 出包王女Darkness 戰鬥絕頂（茉茉·貝莉雅·戴比路克）
- J-Stars Victory Vs（黑神目高）

2016年
- 女神異聞錄5（卡萝莉娜，芮丝汀娜，拉雯妲）

2018年
- 食之契約（湯圓、烏龍麵）
- 閃耀幻想曲（犬山葵、平澤唯）
- 魔法禁书目录（手游）（初春飾利）

2019年
- 魔法禁书目录 幻想收束（初春飾利、芸芸）
- 八月的棒球甜心（犬山葵）
- 寶可夢大師（鳴依）

2020年
- 明日方舟（风笛）
- 东方大炮弹（古明地恋）
- 崩坏3rd（安娜·沙尼亚特〈冰之律者〉）
- 為美好的世界獻上祝福！Fantastic Days（芸芸）

2023年
- 原神（娜維婭）

2024年
- 怪物彈珠（逆麟）
- 聖火降魔錄 英雄雲集（尼德霍格）

未知時期
- 二重螺旋（松露與榛子）

### 線上遊戲
- 夢生產者（あかり）
- 詭計明星愛情（沙棗）
- 武裝神姬BATTLE RONDO（惡魔夢魔型 MMS 法芙娜）
- AIKA日本芙蘭配音
- 龙之谷（萝丝）
- GE王者之劍R（瑞秋.雪菲爾）
- 瑪奇英雄傳角色伊菲日版配音
- 陰陽師（山兔）
- 食之契約（湯圓）
- 我的學妹不可能那麼萌（張角 漢獻帝）

### 社群遊戲
2010年
- 戀研！（音羽若葉）

2012年
- 女友伴身邊（螺子川来夢）

2018年
- 閃耀幻想曲（犬山葵）

### 同人遊戲
- ELEMENTAL BATTLE ACADEMY（アプリコ＝クレール）

### DRAMA CD
- 從唱愛對我溺水!（日语：愛を歌うより俺に溺れろ!）
- 空罐少女!（天空寺奈染彌）
- ELEMENT GIRLS 萌元素周期（日语：萌えて覚えるシリーズ）（氫）
- おうちでごはん（日语：おうちでごはん） -Voice of Mealtime-（鴨川鈴菜）
- チヒロ☆ちひろ（日语：チヒロ☆ちひろ）（瀨野千尋）
- 初戀限定。（別所小宵）
- 文學少女渴望死亡的小丑（竹田千愛）
- 南家三姊妹系列（吉野）
  - 南家三姊妹
  - 南家三姊妹～再來一碗～
  - 南家三姊妹 歡迎回家
- Yourすいーとほーむ（綾瀨惠）
- 柚子薄荷（ナツミ·カンミ）
- 學生會長是女僕系列（兵藤五月）
  - 學生會長是女僕! 是主人動畫化喔! DRAMA CD※LaLa 2010年5月号付錄
  - 學生會長是女僕! 人物概念CD2 ─Maid Side─
  - 學生會長是女僕! 人物概念CD3 ─Maid Side2─
- 漫畫家與助手（風羽禮奈）
- 守護甜心DRAMA CD限定版 12卷（舒舒）
- 閃光燈．邊緣（日语：ストロボ・エッジ）DRAMA CD vol.1・2（木下仁菜子）
- 我要成為世界最強偶像（萩原櫻）
- 我女友與青梅竹馬的慘烈修羅場（春咲千和）
- 神不在的星期天（艾·亞斯汀）
- Re：笨蛋也能拯救世界？（亞露露）

### 廣播
- SunSet Swishの今夜もマイペース（旁白）（FM OSAKA）
- GO！純情水泳社！網上廣播（音泉：2007年7月4日 - 2007年10月31日）
- Petit dot-i  豐崎愛生の冬のあきまつり（文化放送：2007年12月7日 - 2007年12月28日）
- dot-i 豐崎愛生冬のあきまつり（BBQR：2008年1月 - 3月）
- 守護甜心！網上廣播（守護甜心！官方網站（页面存档备份，存于）：2008年1月23日 - 2010年3月31日）
- 豐崎愛生的超Radio!Girls（超!A&G+：2008年4月7日 - 9月29日）
- ハンゲーム presents 超!Online Station（日语：ハンゲーム presents 超!Online Station）（超!A&G+：2008年7月22日 - 2010年3月30日）
- 豐崎愛生的超Radio!Girls 夏のあきまつり（文化放送、超!A&G+『A&G 超RADIO SHOW〜アニスパ!〜』内：2008年8月2日 - 2008年8月30日）
- 哈密瓜・熟識的Sparkling☆KISS（アニメイトTV、Marine ENTERTAINMENT（日语：マリン・エンタテインメント）：2008年12月19日 - 2009年4月24日）
- A&Gアカデミー合同制作の第5期・最優秀作品 豐崎愛生のNOトレ!（BBQR：2009年1月16日）
- らじおん!（TBSK-ON!公式網站：2009年2月9日 - 9月25日）
- 網路廣播 Pl@net Sphere（ランティスウェブラジオ：2009年3月4日 - ）
- スフィアのととモノらじお（文化放送、超!A&G+他『A&G 超RADIO SHOW〜アニスパ!〜』内：2009年5月23日 - 2009年7月18日）
- 剣と魔法と学園モノ。2 Presents スフィアと鷲崎と60分モノ（日语：剣と魔法と学園モノ。2）（超!A&G+：2009 年6月27日）
- 早睡早起!かなめもらじお（加奈日記：2009年7月4日 - 2009年10月24日）
- Which Witch RADIO 空の学校 放送部?（日语：Which Witch RADIO 空の学校 放送部?）（アニメイトTV：2009年7月30日 - 2010年2月25日）
- ブラスミラジオ とよとよ!（超!A&G+；聖剣の刀鍛冶：2009年9月5日 - 2009年12月26日）
- とある“ラジオ”の超電磁砲（HiBiKi Radio Station；科學超電磁砲：2009年9月18日 - 2010年4月30日）
- 聖痕鍊金士廣播〜ミハイロフ学園放送部〜（ランティスウェブラジオ、アニメワン、音泉；聖痕鍊金士：2009年12月4日 - 2010年6月18日）
- 最後面的無限大ラジ王（音泉；最後大魔王：2010年4月1日 - 7月8日）
- 豐崎愛生のおかえりらじお（超!A&G+：2010年4月8日 - ）
- らじおん!!（TBSK-ON!!公式廣播：2010年4月23日 - 2010年12月3日）

### 電視
作為声優前的活動
- 星期六Naisho!! / 記者（四国放送）
- Do Night Show（幻想觀覧車）（四国放送）

綜藝節目
- まんとら〜マンガ虎の穴〜 / 有野的穴（角落）旅客（tvk：2007年11月23日 - 2007年11月30日）
- ドーリィ☆バラエティ HYPER ViSUADOLL MOVIE / 葵木空、旁白、顔出しなど（tvk、BIGLOBEストリーム：2008年10月2日 - 2009年3月26日）
- promo-X / 航海家（AT-X：2009年6月 - ）
- あにてれ Presents アニソンぷらす+（東京電視台、2009年7月度旁白担当、旅客）
- Run Run LAN!（日语：Run Run LAN!）（埼玉電視台等、旅客）

記錄片
- 530焦點徳島（四国放送：2008年6月12日）
- 迷迷糊糊♪（TOKYO MX：2009年9月12日、特集藝人）
- 阿波スペシャル この声に心こめて 〜德島出身 声優・豐崎愛生〜（NHK德島：2010年5月28日）

新闻节目
- チャージ730!/Charge730（东京电视台，2015年4月 - 、天气预报担当）

### 其他
- 竹山先生?（日语：竹山先生?）（番組内專欄「まるだし先生」出現的青蛙君声）（東京電視台）
- BINECKS（日语：BINECKS）『Blue Feather』CM旁白
- STARCHILD廣告（『南家三姊妹 歡迎回家』『TIGER×DRAGON！』）CM旁白
- K-ON!桌面零件（平澤唯）
- Web漫畫 好攝美少女（日语：瞳のフォトグラフ）（+Voice）（相原遙）
- 眉山纜車（machiasobi vol.4 指南廣播：2010年10月9日 - 2010年10月11日）
- 數位漫畫GANGAN ONLINE 星野鋸!（日语：ほしのこ!）
- 東方二次創作同人動畫 第一話・夢想夏鄉 -A Summer Day's Dream-（伊吹萃香）

## 音樂作品
以聲優團體發行的作品，詳見sphere項目。

### 個人單曲
|            | 發售日         | 名稱              | 規格品號    | 規格品號                    | 最高位 |
| 初回限定盤 | 發售日         | 名稱              | 通常盤      |                             | 最高位 |
| ---------- | -------------- | ----------------- | ----------- | --------------------------- | ------ |
| 1st        | 2009年10月28日 | love your life    | SMCL-178/79 | SMCL-179                    | 12位   |
| 2nd        | 2010年5月26日  |                   | SMCL-192/93 | SMCL-194                    | 11位   |
| 3rd        | 2010年11月10日 | Dill              | SMCL-219/20 | SMCL-221                    | 14位   |
| 4th        | 2011年4月13日  | 春風 SHUN PU      | SMCL-232/33 | SMCL-234                    | 5位    |
| 5th        | 2012年1月25日  | music             | SMCL-254/55 | SMCL-256                    | 12位   |
| 6th        | 2012年5月23日  |                   | SMCL-266/67 | SMCL-268                    | 20位   |
| 7th        | 2012年12月19日 |                   | SMCL-285/86 | SMCL-287                    | 10位   |
| 8th        | 2013年5月22日  |                   | SMCL-294/95 | SMCL-296                    | 18位   |
| 9th        | 2013年8月28日  | CHEEKY            | SMCL-307/08 | SMCL-309                    | 16位   |
| 10th       | 2014年3月19日  |                   | SMCL-328/29 | SMCL-330                    | 17位   |
| 11th       | 2014年7月9日   |                   | SMCL-340/41 | SMCL-342                    | 11位   |
| 12th       | 2014年11月12日 |                   | SMCL-356/57 | SMCL-358                    | 17位   |
| 13th       | 2015年6月24日  | Uh-LaLa           | SMCL-383/84 | SMCL-385                    | 14位   |
| 14th       | 2016年8月31日  | walk on Believer♪ | SMCL-441/42 | SMCL-405                    | 25位   |
| 15th       | 2017年5月31日  |                   | SMCL-477/78 | SMCL-479 SMCL-480（動畫盤） | 14位   |

### 專輯
|            | 發售日         | 名稱                        | 規格品號    | 規格品號 | 規格品號 | Oricon最高位 |
| 初回限定盤 | 發售日         | 名稱                        | 通常盤      | 類比盤   |          | Oricon最高位 |
| ---------- | -------------- | --------------------------- | ----------- | -------- | -------- | ------------ |
| 1st        | 2011年6月1日   | love your life,love my life | SMCL-238/39 | SMCL-240 |          | 7位          |
| 2nd        | 2013年9月25日  | Love letters                | SMCL-310/11 | SMCL-312 |          | 13位         |
| 3rd        | 2016年3月23日  | all time Lovin'             | SMCL-421/2  | SMCL-423 |          | 10位         |
| 合輯       | 2017年7月19日  | love your Best              | SMCL-489/50 | SMCL-491 | SMJL-101 | 18位         |
| 翻唱       | 2018年10月24日 | AT living                   |             | SMCL-571 |          | 19位         |
| 4th        | 2021年6月30日  | caravan!                    | SMCL-714/5  | SMCL-716 |          | 19位         |

### live・影像
|         | 發售日         | 名稱 | 規格編號 | 規格編號   |
| Blu-ray | 發售日         | 名稱 | DVD      |            |
| ------- | -------------- | ---- | -------- | ---------- |
| 1st     | 2011年12月21日 |      | SMBL-101 | SMXL-1     |
| 2nd     | 2014年7月9日   |      | SMXL-7   | SMBL-111/2 |

### 商業搭配
| 樂曲 | 商業搭配                                                       | 時期   |
| ---- | -------------------------------------------------------------- | ------ |
|      | 電視動畫《巧虎 HE SO KA》片頭曲                                | 2010年 |
|      | 東京電視台《絆體感TV 機動戰士GUNDAM 第07板倉小隊》第4期 片尾曲 | 2013年 |
|      | 電視動畫《噗利噗利奇》片尾曲                                   | 2017年 |

### 角色CD
|                                     | 發售日         | 標題                                                               | 備註                                                    |
| ----------------------------------- | -------------- | ------------------------------------------------------------------ | ------------------------------------------------------- |
| GO！純情水泳社！ 系列（蜷川亞夢露） | 2007年8月24日  | GO！純情水泳社！ Characters Vol.1 蜷川亞夢露                       |                                                         |
| GO！純情水泳社！ 系列（蜷川亞夢露） | 2008年4月23日  | GO！純情水泳社！ The BEST vocal collection                         |                                                         |
| 南家三姊妹 系列（吉野）             | 2008年4月23日  | 南家三姊妹みなみけ びより                                          |                                                         |
| 南家三姊妹 系列（吉野）             | 2009年7月23日  | みなみけきゃらくたーそんぐべすとあるばむ                           |                                                         |
| 守護甜心 系列（舒舒）               | 2008年11月5日  | にじいろキャラチェンジ!                                            |                                                         |
| 守護甜心 系列（舒舒）               | 2009年3月18日  | しゅごキャラ! キャラクターソングアルバム ベスト!                   |                                                         |
| 守護甜心 系列（舒舒）               | 2009年8月5日   | しゅごキャラ! キャラクターソングコレクション2                      |                                                         |
| 守護甜心 系列（舒舒）               | 2010年2月17日  | しゅごキャラ! キャラクターソングコレクション3                      |                                                         |
| K-ON! 系列（平澤唯）                | 2009年4月22日  | Cagayake!GIRLS／櫻高輕音部                                         | 動畫『K-ON!』片頭曲                                     |
| K-ON! 系列（平澤唯）                | 2009年4月22日  | Don't say "lazy"／櫻高輕音部                                       | 動畫『K-ON!』片尾曲                                     |
| K-ON! 系列（平澤唯）                | 2009年5月20日  | 輕飄飄時間／櫻高軽音部                                             | 動畫『K-ON!』劇中歌                                     |
| K-ON! 系列（平澤唯）                | 2009年6月17日  | 「K-ON!」角色歌 平澤唯                                             |                                                         |
| K-ON! 系列（平澤唯）                | 2009年7月22日  | 放學後TEA TIME／放學後TEA TIME                                     | 動畫『K-ON!』劇中歌                                     |
| K-ON! 系列（平澤唯）                | 2009年9月2日   | TV動畫「K-ON!」オフィシャル バンドやろーよ!!/放學後TEA TIME        | 動畫『K-ON!』劇中歌                                     |
| K-ON! 系列（平澤唯）                | 2010年4月28日  | GO! GO! MANIAC／放學後TEA TIME                                     | 動畫『K-ON!!』片頭曲                                    |
| K-ON! 系列（平澤唯）                | 2010年4月28日  | Listen!!／放學後TEA TIME                                           | 動畫『K-ON!!』片尾曲                                    |
| K-ON! 系列（平澤唯）                | 2010年6月2日   | ぴゅあぴゅあはーと／放學後TEA TIME                                 | 動畫『K-ON!!』劇中歌                                    |
| K-ON! 系列（平澤唯）                | 2010年8月4日   | Utauyo!! MIRACLE／放學後TEA TIME                                   | 動畫『K-ON!!』後期片頭曲                                |
| K-ON! 系列（平澤唯）                | 2010年8月4日   | NO,Thank You!／放學後TEA TIME                                      | 動畫『K-ON!!』後期片尾曲                                |
| K-ON! 系列（平澤唯）                | 2010年9月8日   | ごはんはおかず/U&I／放學後TEA TIME                                 | 動畫『K-ON!!』劇中歌                                    |
| K-ON! 系列（平澤唯）                | 2010年9月21日  | 「K-ON!!」角色歌 平澤唯                                            |                                                         |
| K-ON! 系列（平澤唯）                | 2010年10月6日  | K-ON!! ORIGINAL SOUND TRACK Vol.2                                  | 動畫『K-ON!!』劇中歌                                    |
| K-ON! 系列（平澤唯）                | 2010年10月27日 | 放學後TEA TIME II                                                  | 動畫『K-ON!!』劇中歌                                    |
| 初恋限定。 系列（別所小宵）         | 2009年7月23日  | Vol.3 「sweet soda in」                                            |                                                         |
| 加奈日記 系列（中町加奈）           | 2009年8月5日   | 君へとつなぐココロ                                                 | 『加奈日記』片頭曲&『早寝早起き! かなめもらじお』主題曲 |
| 加奈日記 系列（中町加奈）           | 2009年9月9日   | 「かなめも」キャラクターソング&サントラアルバム かなめろ           |                                                         |
| 聖劍鍛造師系列（莉莎）              | 2009年11月18日 | みらくるハッピーディ                                               | 『聖劍鍛造師』片尾曲                                    |
| 聖劍鍛造師系列（莉莎）              | 2009年12月29日 | TV動畫「聖劍鍛造師」きゃらくたぁCD                                 |                                                         |
| 海貓悲鳴時 系列（阿絲磨德烏絲）     | 2009年12月23日 | TV動畫「海貓悲鳴時」フェア特典スペシャルレインボーCD／阿絲磨德烏絲 | 『海貓悲鳴時』角色歌                                    |
| 聖痕鍊金士 系列（山邊燈）           | 2010年2月10日  | Passionate squall／山邊燈                                          | 動畫『聖痕鍊金士』角色歌                                |
| 聖痕鍊金士 系列（山邊燈）           | 2010年2月24日  | 恋のクェイサーマジック 〜魅惑のヴィーナスコレクション〜            | 動畫『聖痕鍊金士』片尾曲                                |
| 聖痕鍊金士 系列（山邊燈）           | 2010年5月12日  | Wishes Hypocrites                                                  | 動畫『聖痕鍊金士』後期片尾曲                            |
| 最後大魔王 系列（曾我螢娜）         | 2010年5月26日  | 電視動畫最後大魔王角色CD／曾我螢娜                                 | 『最後大魔王』角色歌                                    |
| 科學超電磁砲 系列（初春飾利）       | 2010年4月28日  | 初色bloomy／科學超電磁砲 ARCHIVES 2                                | 『科學超電磁砲』角色歌                                  |
| 大神與七個夥伴（龍宮乙姬）          | 2010年10月6日  | 《大神與七個夥伴》翻唱經典金曲之角色歌曲集專輯                     | 動畫『大神與七個夥伴』角色歌                            |
| 少女妖怪 石榴 系列（雪洞）          | 2010年11月24日 | 半妖少女綺麗譚主題集初戀幻燈機                                     | 『少女妖怪 石榴』片尾曲                                 |
| 少女妖怪 石榴 系列（雪洞）          | 2011年2月9日   | 半妖少女綺麗譚 聯合演出CD 歌謠小咄集                               |                                                         |
| 學生會長是女僕 系列（兵藤五月）     | 2010年8月25日  | Maid Latte Songs                                                   | 動畫『學生會長是女僕』角色歌                            |
| 學生會長是女僕 系列（兵藤五月）     | 2010年7月22日  | Maid Side2!                                                        | 動畫『學生會長是女僕』角色歌                            |
| 只有神知道的世界（長瀨純）          | 2011年6月22日  | 只有神的角色CD.7                                                   | 動畫『只有神知道的世界』角色歌                          |

## 外部連結
- 官方网站（日語）
- 经纪公司下属网页（页面存档备份，存于）（日語）
  - http://www.musicrayn.com/toyosaki/toyosaki_myroom.html（页面存档备份，存于）（日語）
- http://ameblo.jp/toyosakiaki-blog/（页面存档备份，存于）（日語）
- http://www.planet-sphere.jp/main.php（页面存档备份，存于）（日語）
- （简体中文） 豐崎愛生的哔哩哔哩个人空间